# Okáč černohnědý
Okáč černohnědý (Erebia ligea) je motýl z čeledi babočkovitých. Je to nejrozšířenější druh tmavých okáčů. Jeho české druhové jméno pochází právě z jeho charakteristického tmavého zabarvení.

## Popis

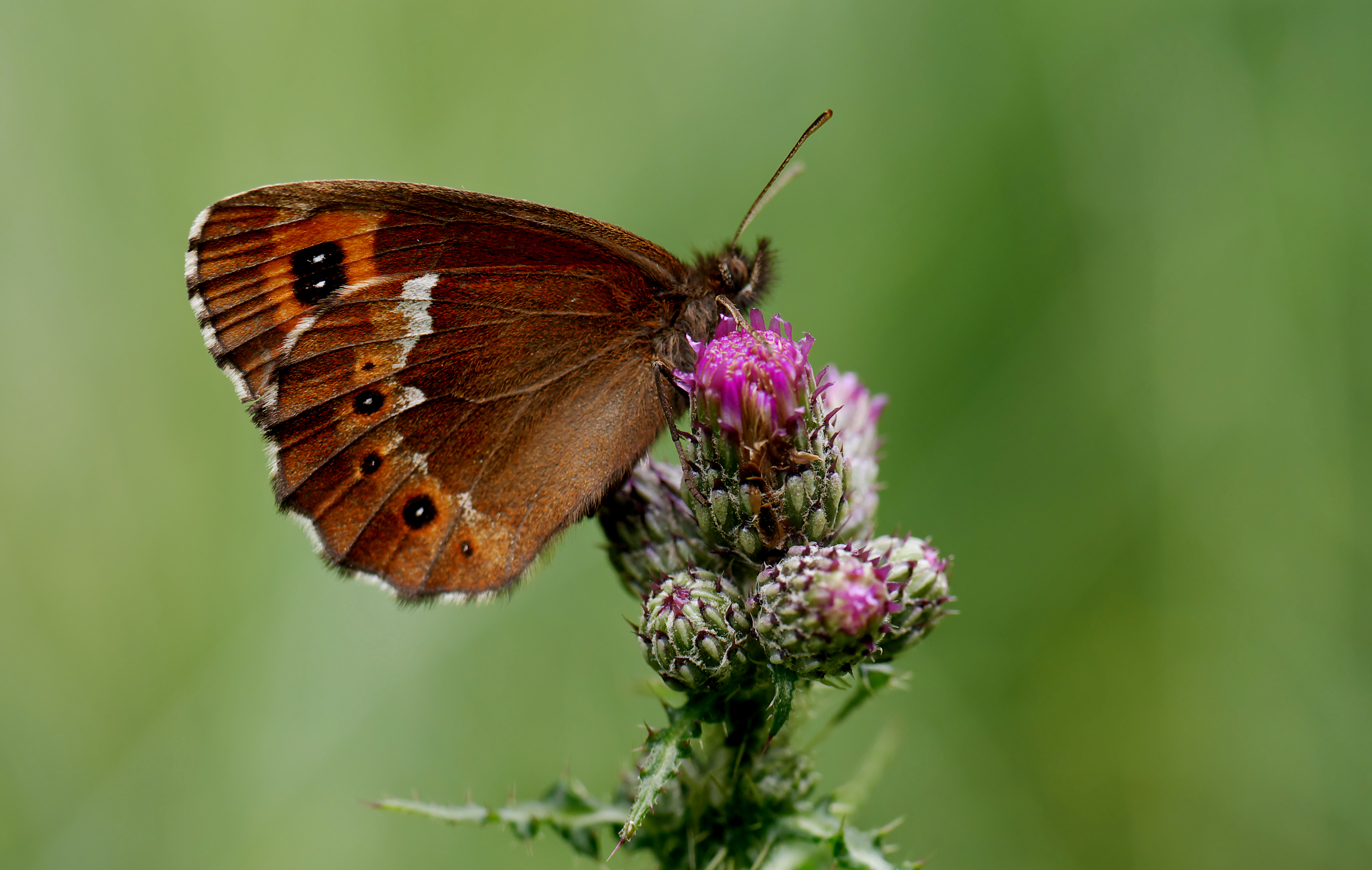
Spodní strana křídel

Celá křídla jsou tmavě hnědá s úzkým oranžovým lemem s oky. Tento druh okáče účinně využívá sluneční energii právě díky svému tmavému zbarvení. Rozpětí jeho křídel se pohybuje v rozmezí 35 až 48 mm, je to tedy jeden z našich největších okáčů z rodu Erebia. Samičky bývají větší než samečci. V ČR je snadno zaměnitelný s okáčem rudopásným (Erebia euryale).

## Výskyt
Okáč černohnědý se vyskytuje ve střední Evropě, částečně v Itálii, Rusku a Japonsku v horských lesích a na horských loukách ve výšce 800–1200 m. V závislosti na nadmořské výšce se vyskytuje v červnu a srpnu. V Česku se nalézá hojně na Moravě. Často vyhledávají rostliny z rodu starček. Nalézt se dá také na rostlinách z rodu bezkolenec a třtina, kterými se živí.